# Marston (Wiltshire)
Marston è un piccolo villaggio e una parrocchia civile della contea del Wiltshire che si trova nella valle del Kennet a circa 4 miglia a sud-ovest di Devizes nel Sud Ovest dell'Inghilterra, Regno Unito. 

## Geografia
Il territorio della piccola parrocchia civile occupa una superficie di 3.678 km e si trova a sud-ovest di Devizes nel Wiltshire, Inghilterra, a sud di Worton, ai margini della pianura di Salisbury e lontano dalle strade principali. Gran parte del confine con Worton segue il Bulkington Brook, un affluente del Semington Brook.

## Storia
Sino al 1852 Marston e Worton rientravano tra le decime della parrocchia di Potterne. Quando fu costruita la chiesa di Cristo a Worton iniziò il processo di distacco sino a quando Marston e Worton divennero ufficialmente parrocchie civili separate nel 1894.

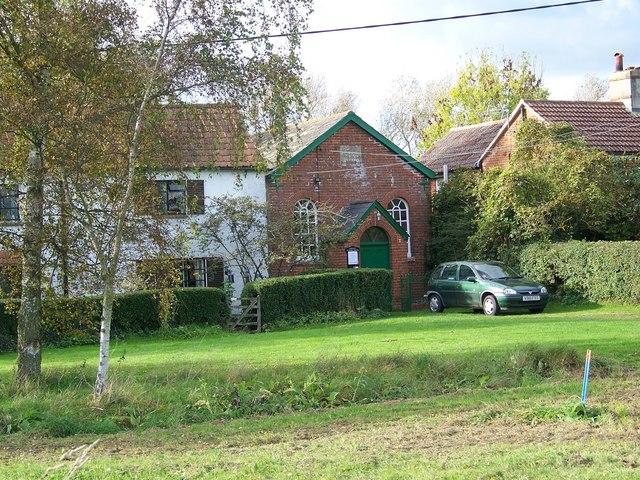
Cappella metodista di Marston

Fu chiamato Merstone nel 1309, nome derivato dal termine sassone mersctun (insediamento paludoso). Nel 1646 Potterne e Marston furono gravemente colpite dalla peste. 
Una mappa simile, datata un anno dopo, mostra chiaramente il sentiero acciottolato che probabilmente si univa a una strada rialzata che proveniva da Potterne. Nel 1835 era stata costruita la cappella per i primi metodisti e nel 1841 era stata costruita anche la chiesa di Cristo Christ dopo che erano state raccolti i fondi necessari principalmente tramite sottoscrizione. La maggior parte delle case costruite a Marston prima della fine del XIX secolo erano costruite con mattoni di argilla locale che provenivano da fornaci locali alla periferia di Worton o a Stoke's Marsh, Coulston. 
La prima assemblea parrocchiale di Marston si tenne il 4 dicembre 1894 e Charles Frederick Biggs fu eletto presidente. Entro giugno 1899 era stata data l'approvazione per costruire una nuova strada tra Worton e Marston al posto del sentiero e della mulattiera. Fino ad allora la Horse Road era stata la via principale tra i due villaggi. Nel giugno 1910 gran parte della tenuta di Erlestoke fu venduta, inclusa la maggior parte della proprietà dei Watson-Taylor a Marston. Ciò che rimase fu venduto nel 1920. Il Grip sembrava essere ancora un'importante fonte d'acqua a Marston negli anni venti. Le famiglie del posto erano praticamente autosufficienti, si allevavano maiali e polli per il cibo e il burro veniva fatto una volta alla settimana. La fienagione era un lavoro molto duro poiché era tutto fatto a mano e con i cavalli. Marston era conosciuta anche come Marston in the Mud, con stradine molto fangose poiché sette mandrie di mucche venivano condotte quattro volte al giorno dalla fattoria al campo o dal campo alla fattoria finché il tempo non diventava troppo brutto per l'alimentazione al pascolo. Nel 1937 l'incoronazione di Giorgio VI fu celebrata con Worton e durante gli anni della guerra i soldati americani erano visitatori frequenti del Plough Inn poiché erano di stanza a Erlestoke Park. I prigionieri di guerra italiani lavoravano in alcune delle fattorie di Marston e alcune famiglie avevano sfollati da Londra. Nel 1958 fu istituito un consiglio parrocchiale per Marston e nel 1960 fu concordato di costruire una pensilina per gli autobus.

## Monumenti e luoghi d'interesse
- Cappella metodista di Marston (in inglese Marston Methodist Chapel). La cappella è stata costruita nel 1835 ed è un piccolo edificio con una sola stanza. La comunità metodista locale ha pochi membri che mantengono legami con le chiese anglicane di Worton e Marston. Nel 2007 la cappella ha cessato di essere indipendente ed è diventata parte della parrocchia metodista di Sant'Andrea a Devizes.[8]